# Överkalix samrealskola
Överkalix samrealskola var en realskola i Överkalix verksam från 1943 till 1963.

## Historia
Skolan inrättades 1938 som en högre folkskola, vilken 1943 ombildades till en kommunal mellanskola.  Denna ombildades från 1946 successivt till Överkalix samrealskola.
Realexamen gavs från 1944 till 1963.